# Banco de Singapura
Bank of Singapore é um banco baseado em banca privada da Corporação Bancária de Oversea-Chinês. Anteriormente conhecido como ING Asia Private Bank, foi adquirido por OCBC em 2009 a ING Group por US$ 1.000.000.000.

## História
O banco formou-se em 2010 mediante a aquisição de ING Asia Private Bank por parte de OCBC em 2009, como resultado do plano de reestruturação de ING, depois do resgate do Governo do Grupo ING em 2008, Sua sede actual, é em Market Street, se abriu oficialmente em junho de 2011. o banco tem estado fortalecendo sua posição na região de Ásia-Pacífico.
Em abril de 2016, OCBC Bank anunciou que o banco de Singapura, seu filial da banca privada, tinha adquirido o negócio da gerência da abundância e do investimento de Barclays em Singapura e Hong Kong. A transacção completou-se em novembro de 2016, com US$ 13.000 de ativos transferidos ao Banco de Singapura.
Associou-se com o Wealth Management Institute e a Universidade Tecnológica de Nanyang para lançar um diploma avançado no programa de Banca Privada para seus banqueiros privados em maio de 2016. Situa-se entre os poucos bancos privados com sede em Singapura para oferecer a seus banqueiros um conjunto holístico de Programas de capacitação que cumpram com o espectro completo dos regulares.
Em outubro de 2016, anunciou que referir-se-á a seus clientes ao banco, já que cessa suas operações em Singapura. É uma filial do terceiro banco maior de Alemanha, DZ Bank AG.
Em novembro de 2016, o Banco de Singapura recebeu a aprovação regulamentar para operar uma sucursal no Centro Financeiro Internacional de Dubai, obtém licença para operar sucursal no Centro Financeiro. A posta em marcha da sucursal permite oferecer uma faixa completa de soluções de banca privada personalizadas, incluindo o investimento.

### Serviços
O banco oferece serviços personalizados de administração de património, investimento e empréstimos, além dos serviços bancários gerais proporcionados por seu banco matriz, OCBC. Também oferece análises financeiras em áreas financeiras tais como acções internacionais e serviços de planejamento patrimonial.